# 芳ヶ平湿地群

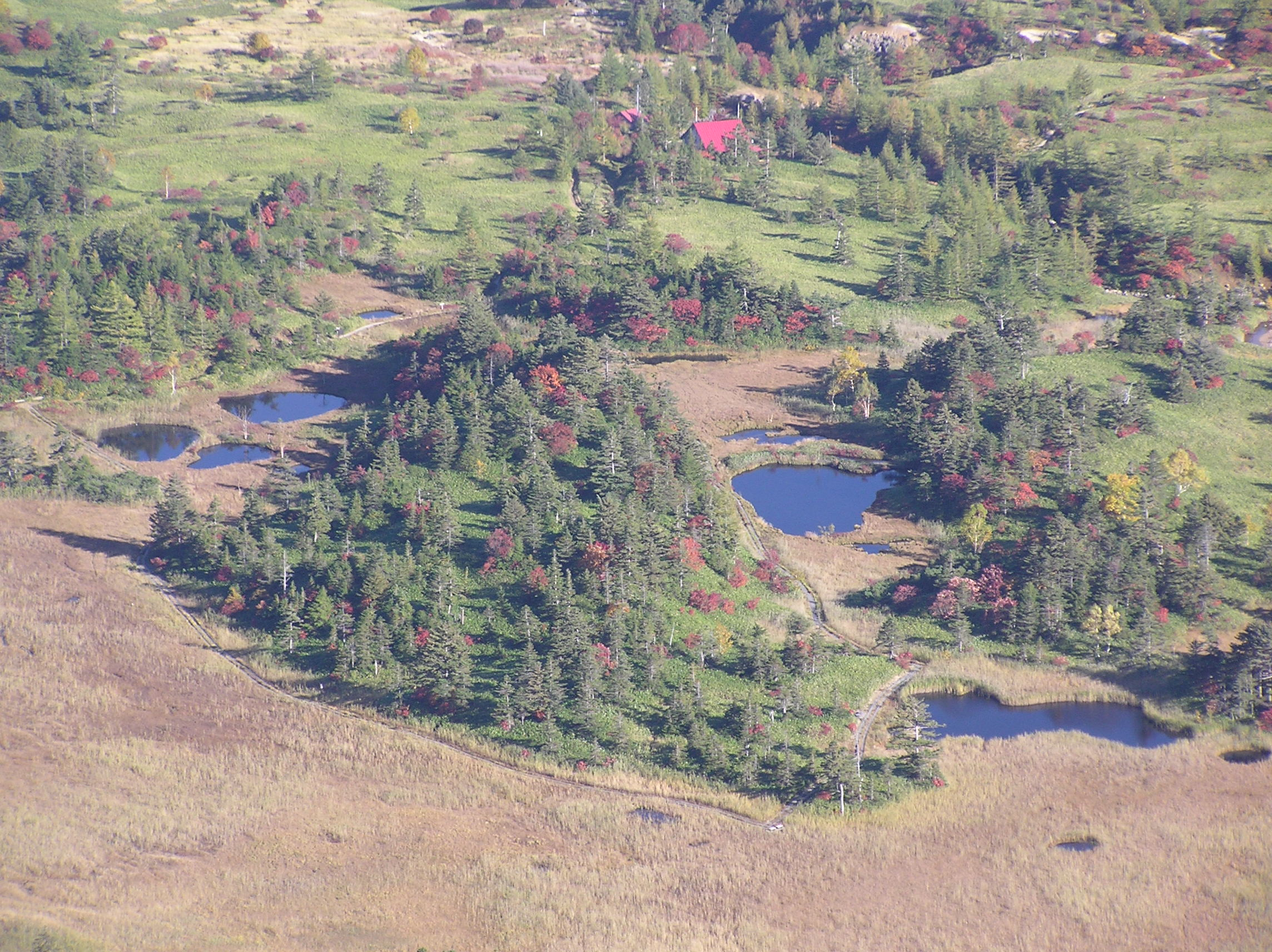
日本国道最高地点の渋峠から望む芳ヶ平湿地群

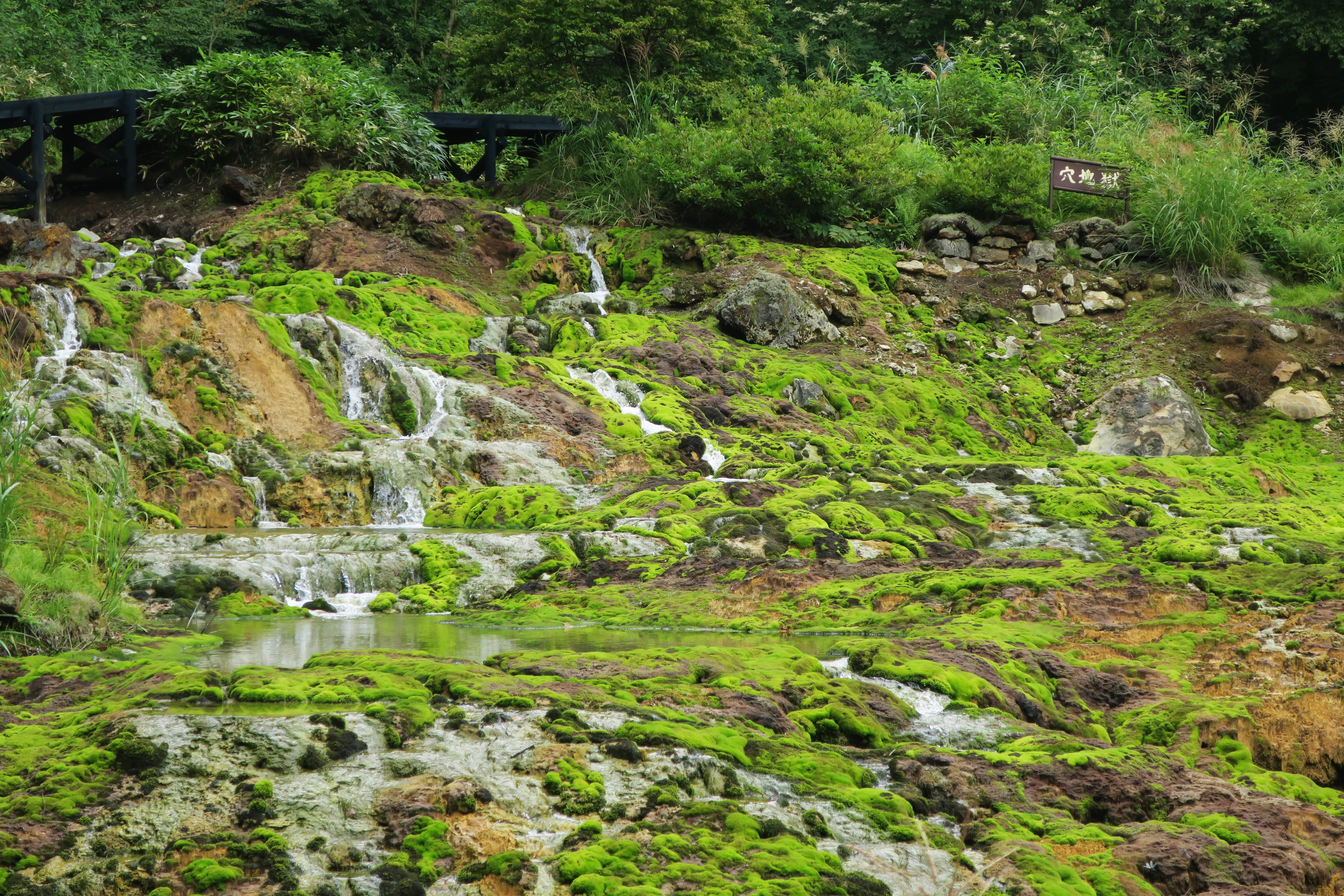
チャツボミゴケ公園（群馬鉄山跡）

芳ヶ平湿地群（よしがだいらしっちぐん）は、群馬県吾妻郡中之条町、草津町をまたがる標高1,000 mから2,000 m級、面積887 haの湿地群であり、草津白根山の北東側の斜面にある。2015年5月28日にラムサール条約湿地に登録される。上信越高原国立公園の特別地域及び志賀高原ユネスコエコパークの緩衝地域に位置し、国道292号の国道の日本一標高の高い場所の渋峠から一望できる。

## 概要
草津白根山の火山活動により形成された難透水性土壌、凹地、クレーターの上で発達した、中間湿原、火口湖、池沼、河川が階段状に続く湿原群である。芳ヶ平湿原、大平湿原、穴地獄などからなり、草津白根山の火口湖である湯釜もその指定範囲内にある。
標高1,832 mの芳ヶ平湿原と標高1,600 mの大平湿原は温帯針葉樹林帯の代表的な中間湿原であり、酸性の水質と高い地温・水温、豊富な伏流水による独特の植生が発達しており、芳ヶ平湿原の池塘とワタスゲ群落、大平湿原のミズバショウなどの典型な湿原景観がある。2つの湿原の下部に広がる樹林帯には抽水植物が優占する天然池の平兵衛池、大池、水池が点在している。
標高1,250 mの穴地獄は草津白根山の噴火で生じたすり鉢状の穴である。元山川の源流であり、元の群馬鉄山もこの場所にある。穴から湧き出す鉱泉の水温は19.6～29.5℃で、鉄イオン、硫酸イオンや塩化物イオンを多く含むため、pH値は2.6〜2.9で強酸性を示す。そのため、好酸性のコケの代表種であるチャツボミゴケは鮮やかな緑の絨毯のように生えており、鉱山の閉山後はチャツボミゴケ公園をとして整備されている。チャツボミゴケ日本最大の繁殖地として、2017年に同公園は「六合チャツボミゴケ生物群集の鉄鉱生成地」の名で国指定天然記念物（種別：植物群落及び地質・岩石等）に指定されている。

## 生物相
湿地群にはホソカワモズク（Batrachospermum turfosum）、ヒメミズニラ、ミサゴ、クロサンショウウオ、ニホンカモシカなど、絶滅危惧種を含む植物442種、動物20種、野鳥62種、トンボ14種が確認されている。芳ヶ平湿原と大平湿原にはヌマガヤ、ツルコケモモ、ヤチスゲ、シラビソ、ササ、ワタスゲ、ミズバショウなどの植生があり、平兵衛池、大池、水池にはフトヒルムシロやヒメミズニラなどの水草が多い。強酸性の穴地獄にはチャツボミゴケが密生している。
この湿地群は標高が高いが、火山活動による地熱と高い水温の伏流水があるため、日本で固有種のモリアオガエルの最高標高の繁殖地（標高2,150 m）となっている。この地域は水域の酸性度が高く天敵の魚もいないため、モリアオガエルは木の枝ではなく水辺の草など地上で産卵するという、他の地域と異なる習性を見せる。